# Angelo Virgilio Vavassori
Angelo Virgilio Vavassori (Albegno, 11 luglio 1885 – Segrate, 24 febbraio 1961) è stato uno scultore italiano.

## Biografia
Angelo Virgilio Vavasori fu il terzo figlio maschio nato a Albegno da Agostino Angelo e Ambrosini Maria. La registrazione di questa nascita è conservata nel registro dell'anagrafe della frazione di Albegno poi conservato nel comune di Treviolo. 
La famiglia Vavassori è stata una famiglia storicamente importante e nobile di Albegno già indicata nel X secolo con il capostipite Vasseur d'Hiesville originario della Normandia, e Vavasseur de Vouvrat. Rami di questa famiglia sono presenti in molti paesi europei per essere documentati a Bergamo con Burnizzone de' Vavassoris presente a Bergamo e indicato come cittadino nel 1340. Suo discendente è indicato nel Seicento, certo Giuseppe Vavassori morto ad Albegno, e sepolti nella chiesa parrocchiale, a testimonianza dell'importanza che la famiglia aveva sul territorio. 
Dopo le scuole dell'obbligo iniziò i suoi studi della lavorazione del legno a sedici anni, presso la bottega di Treviolo di Cesare Zonca. Tra il 1902 al 1905 proseguì gli studi presso l'istituto Fantoni di Bergamo dove ottenne il diploma di maestro d'arte, studi seguiti con il figlio del maestro Giuseppe Luigi. Proseguì poi gli studi nel triennio 1906- 1909 seguendo i corsi dell'Accademia Carrara di Bergamo e contemporaneamente collaborò con lo scultore bergamasco Giovanni Manzoni. Nel 1910 aprì la sua prima bottega d'artigiano in via san Bernardino a Bergamo.
Nel 1916 dovete arruolarsi nell'esercito a causa della prima guerra mondiale e chiudere la sua bottega che riaprì nel 1918. L'anno successivo di sposò con Virginia Agazzi nella basilica di Sant'Alessandro in Colonna, in via Sant'Alessandro dove si trasferì con la bottega nel 1926 e dove rimase fino al 1940 quando sospese la sua attività lavorativa, lasciando la città di Bergamo e facendo ritorno a Albegno. Malgrado il suo ritorno al paese natale continuò a lavorare nella piccola bottega presso la sua abitazione fino al 1959 quando si trasferì dal figlio. Morì il 24 febbraio 1961 e la sua salma fu tumulata nel cimitero monumentale di Bergamo.

## Opere
L'artista fu molto attivo sia sul territorio della bergamasca che nelle province limitrofe con la realizzazione di molte opere sacre per le chiese e per le abitazioni private, particolarmente in legno, mentre di numero inferiore sono quelle che realizzò in gesso e gli altorilievi, che hanno adornato molti edifici religiosi tra il 1910 e il 1940, tanto da rendere difficile identificare tutti i suoi lavori anche perché alcune opere con il tempo, per il rimodernamento di alcuni altari sono state rimosse e conservate in altri locali.  Si considera che abbia realizzato circa 150 opere tra cui il laborioso coro della Predore. Sono calcolate almeno ottanta le chiese di Bergamo che hanno una sua opera. La sua opera fu indicata come barocco di ritorno da Luigi Pagnomi curatore dell'ufficio diocesano di Arte sacra della curia di Bergamo: 
(Speziali, Pesenti-Angelo Virgilio Vavassori anno 2014)
Nel 2005 fu fatta una ricerca dal comune di Albegno per poter stilare un elenco dei tanti lavori e mettere questo a confronto con i documenti conservati nell'Archivio Beni Culturali della Diocesi. In questo modo ne sono state individuate 112. Risulta avesse molta duttilità e pazienza, era infatti sempre disponibile a fare copie delle sue opere. Notevole la sua capacità di raffigurare l'intimo dei suoi personaggi, portando la sua fede nelle sue opere.

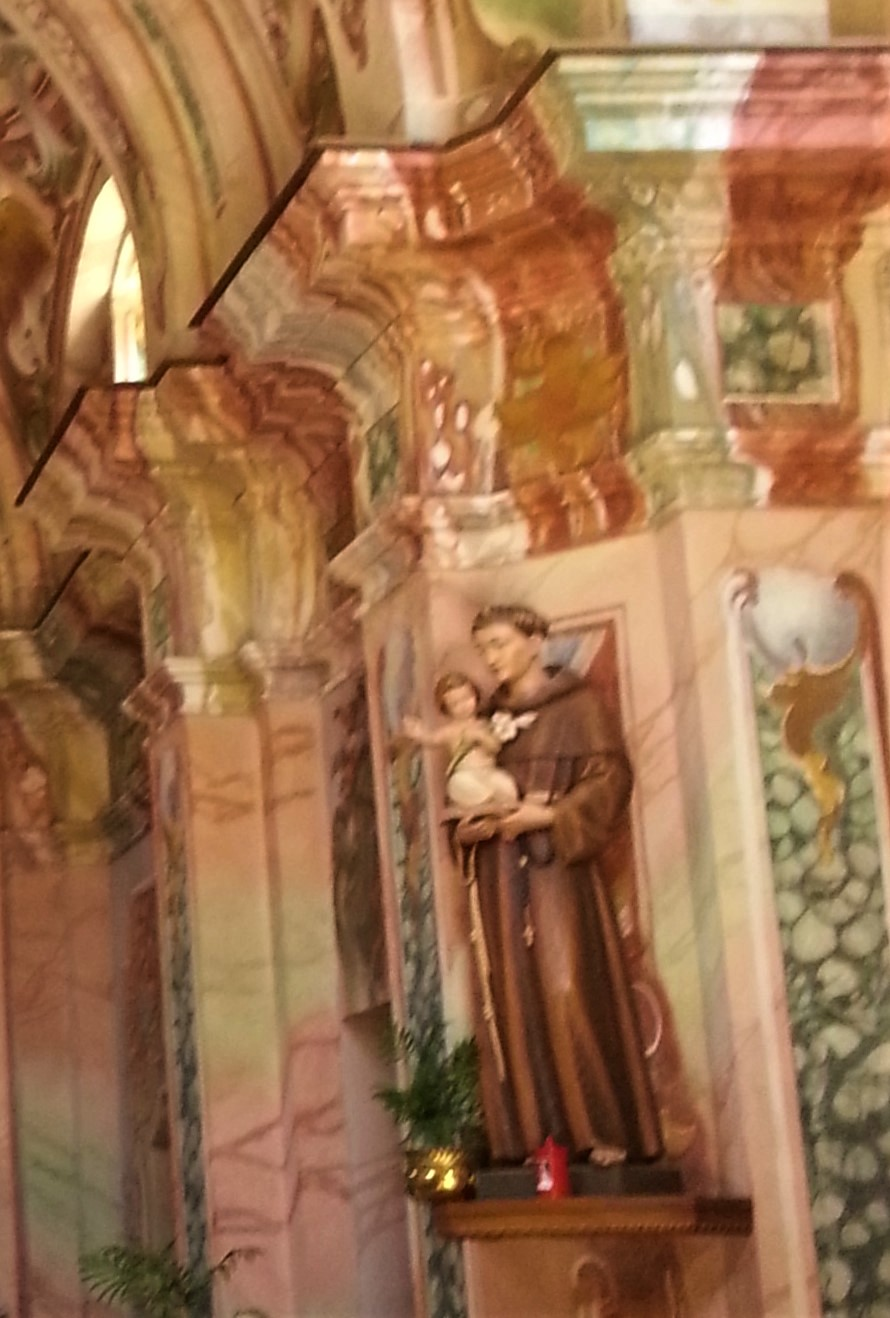
Sant'Antonio di Padova-Ardesio

### Statue raffiguranti la Madonna del Santo Rosario
Nelle chiese di San Giovanni di Albegno del 1932. Santa Maria Assunta di Albino Vall'Alta  del 1937, San Antonino di Locate del 1929, San Bartolomeo di Oltre il Colle del 1937 e Santa Maria Assunta a Paratico del 1925.

### Statue raffiguranti la Madonna del Carmine
Nelle chiese di della Natività di Sforzatica, del 1939 di cui si conserva sia la commissione e l'atto di benedizione del vescovo Adriano Bernareggi del 1939, di Berzo San Fermo, Fontanella Bergamasca e, nel cremonese, Torlino Vimercati del 1919 e Trescore Cremasco. Chiesa di San Giovanni a Villa d'Ogna.  Tutte sono raffigurate poste su di una nuvola sorretta da angioletti che la guardano. La Madonna regge il Bambino che indossa una tunica bianca con bordi dorati alla scollatura. La Madonna di Tavernola Bergamasca ha un'altezza di due metri.

### Statue raffiguranti la Madonna Assunta
Portale della chiesa di Santa Maria di Gandosso e chiese di Brembate di Sopra del 1930, Rosciate del 1928 e Sotto il Monte del 1922.

### Statue raffiguranti la Madonna Addolorata
Chiese di Osio Sotto del 1922 e Treviolo del 1938.

### Statue raffiguranti Cristo Re
La statua di maggiori dimensioni è posta sul fronte della chiesa di San Giovanni Battista di Albegno, e il fastigio della chiesa di Osio Sotto.

### Statue raffiguranti santi
Statue di sant'Antonio di Padova per la chiesa di Sant'Antonio di Ardesio del 1924, delle chiese di Songavazzo del 1919 e di Treviolo del 1939. Statua di santa Barbara per la chiesa di San Bernardino a Valbondione.

### Coro della chiesa di Predore
Molto impegnativo fu per l'artista la realizzazione delle sculture del coro ligneo in noce posto nella parte absidale della chiesa parrocchiale di Predore. Il lavoro era stato disegnato da Luigi Angelini con la collaborazione del falegname Dialma Bizioli e Pietro Oldrati intarsiatore e posto in opera nel 1927. Il coro si compone di diciassette stalli in stile rinascimentale.